# شام آخر

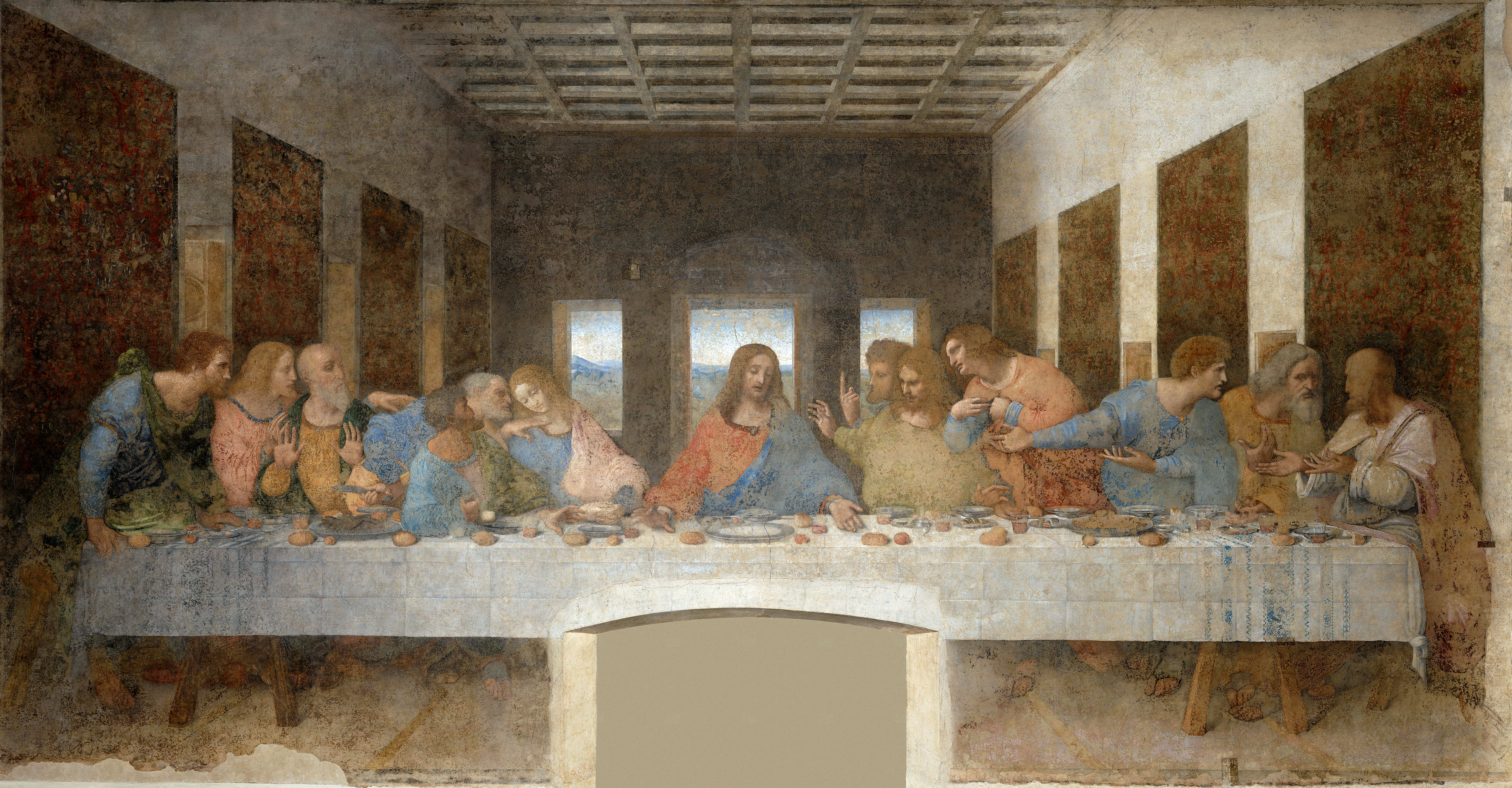
به تصویر کشیدن شام آخر در هنر مسیحیت برای قرن‌ها توسط استادان هنر انجام شده است، نقاشی دیواری اواخر دهه ۱۹۴۰ لئوناردو داوینچی در میلان ایتالیا، شناخته‌شده‌ترین نمونه است.رنگ لعابی روی اندود (یا پلاستر) دیوار، ابعاد ۴۶۰×۸۸۰ سانتی‌متر

شام آخر (انگلیسی: Last Supper) منشأ آیین عشای ربانی (شام خداوندی) در میان مسیحیان است و به‌طور ویژه به وعده شامی در باغ جتسیمانی گفته می‌شود که عیسی مسیح در شبی که یهودا او را تسلیم کرد به عنوان آخرین «غذای زمینی» خورد.
چنان‌که بر اساس انجیل عیسی مسیح به رسولان (حواریان) گفت: «دیگر از این محصول من نخواهم نوشید تا روزی که آن را با شما در پادشاهی پدر خود تازه بنوشم.»
اهمیت این اتفاق در مسیحیت به خاطر تعالیم خاصی است که مسیح در آن به شاگردان داد. از آن جمله است:
- یادآوری بسیاری از تعالیمی که پیشتر به شاگردان داده بود.
- تأکید بر محبت بی قید و شرط.
- خبر دادن از قیام او از مردگان در روز سوم پس از مرگش.
- مژده آمدن و نزول روح القدس بر رسولان.
- عده‌ای معتقدند داوینچی در این نقاشی از رموز پنهانی که تنها با تأمل فراوان می‌توان آنها را کشف کرد استفاده کرده است.

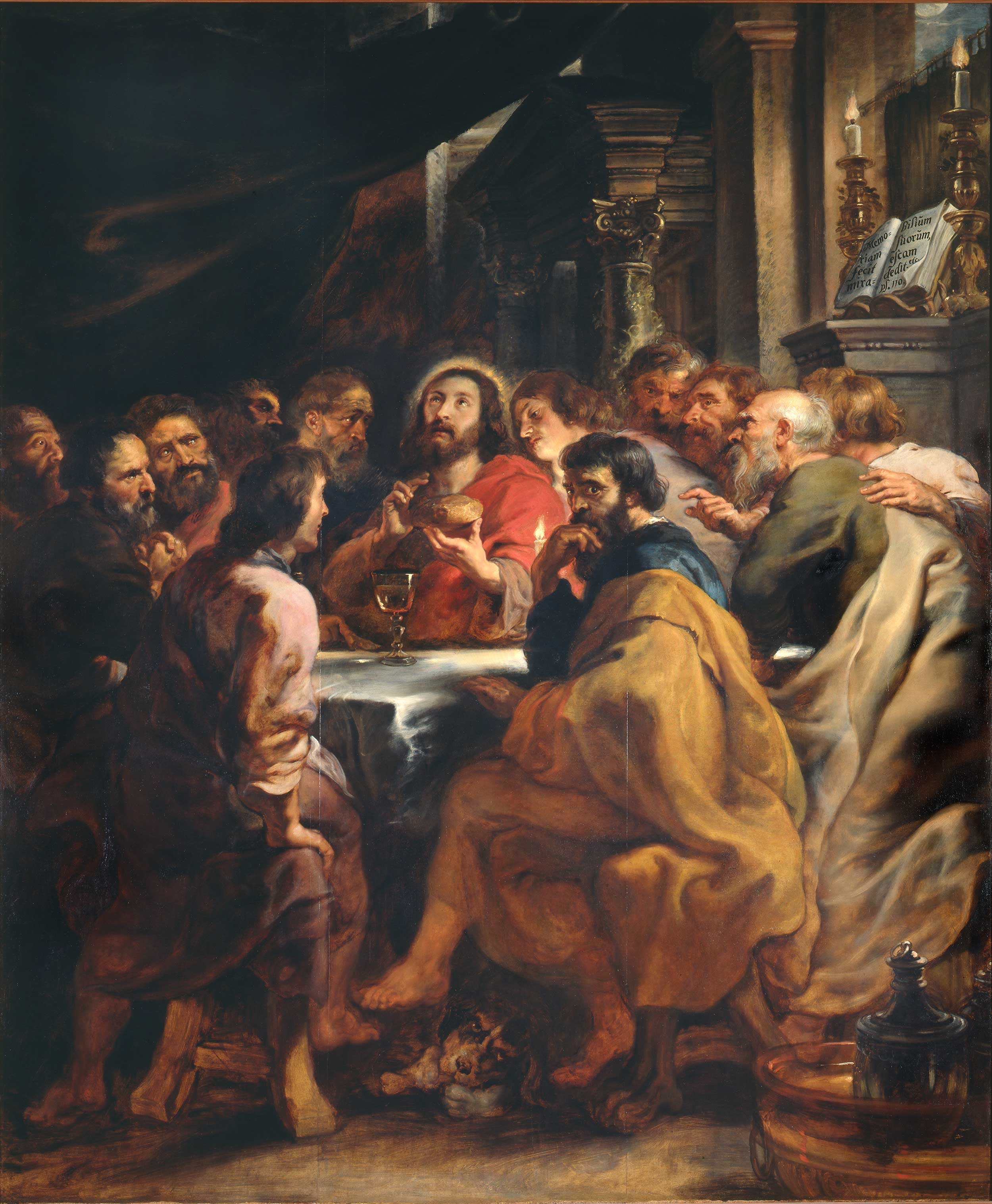
شام آخر روبنس

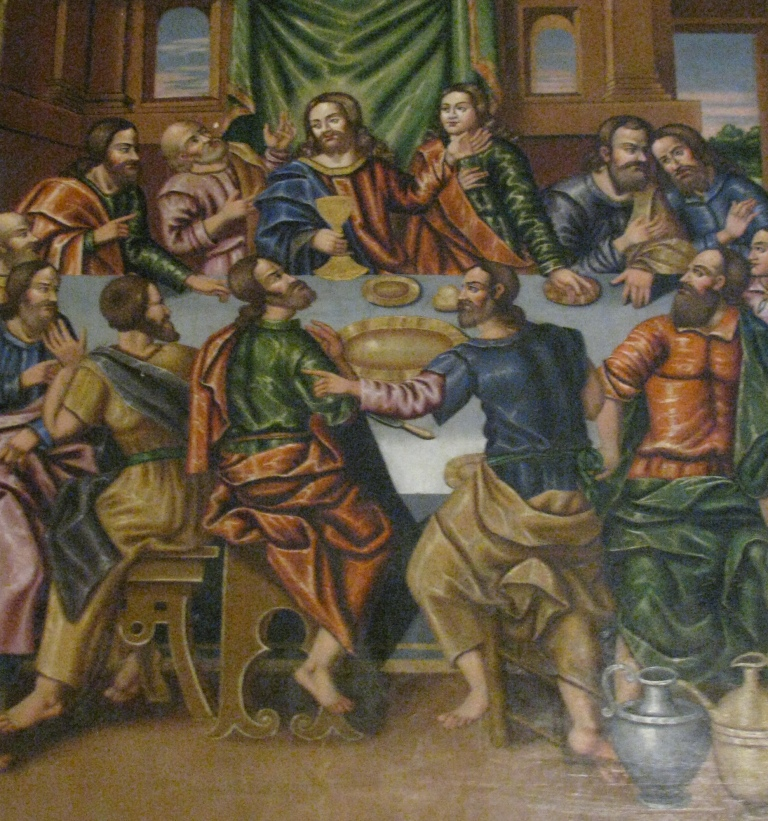
دیوارنگاره شام آخر در کلیسای وانک اصفهان

## اثر داوینچی

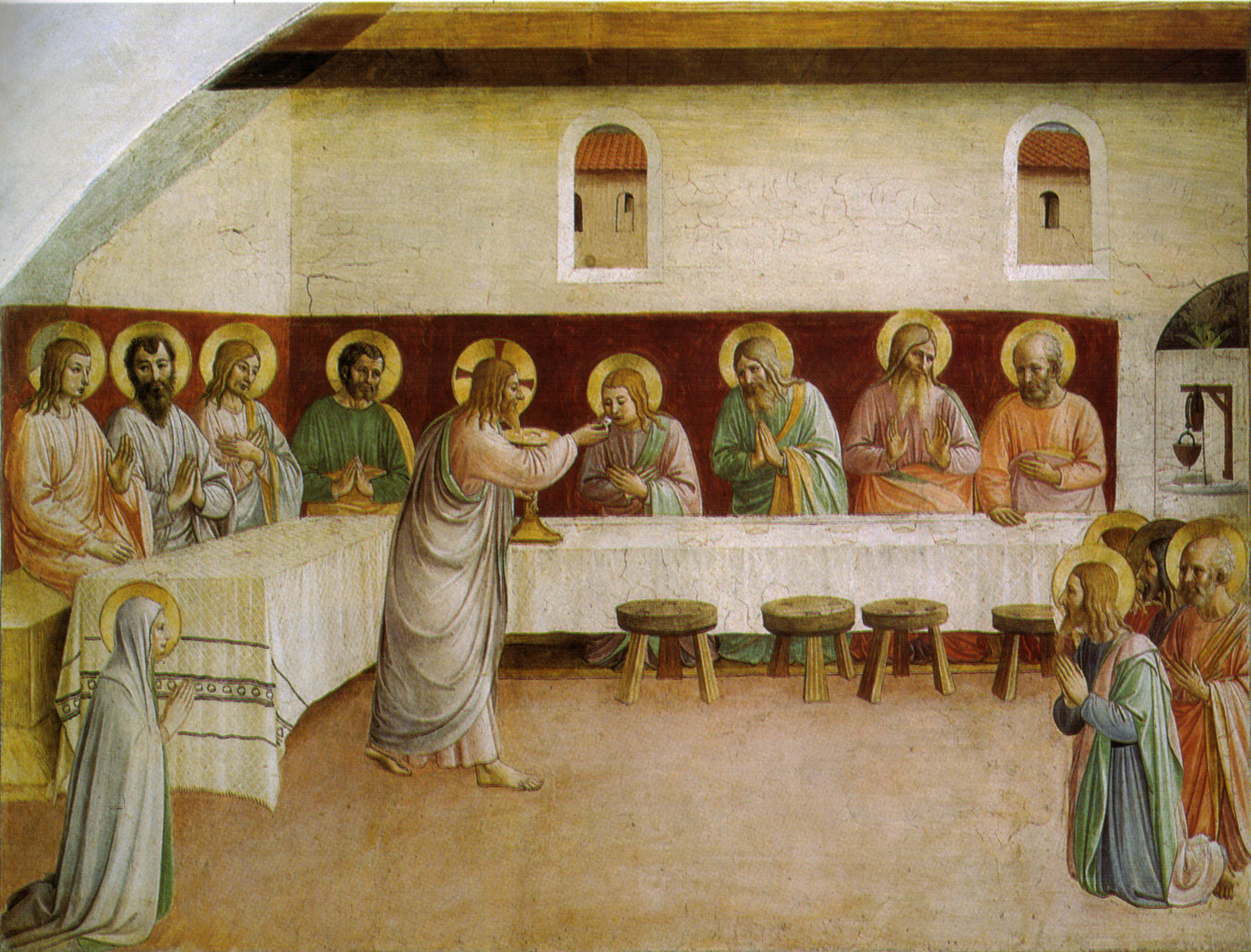
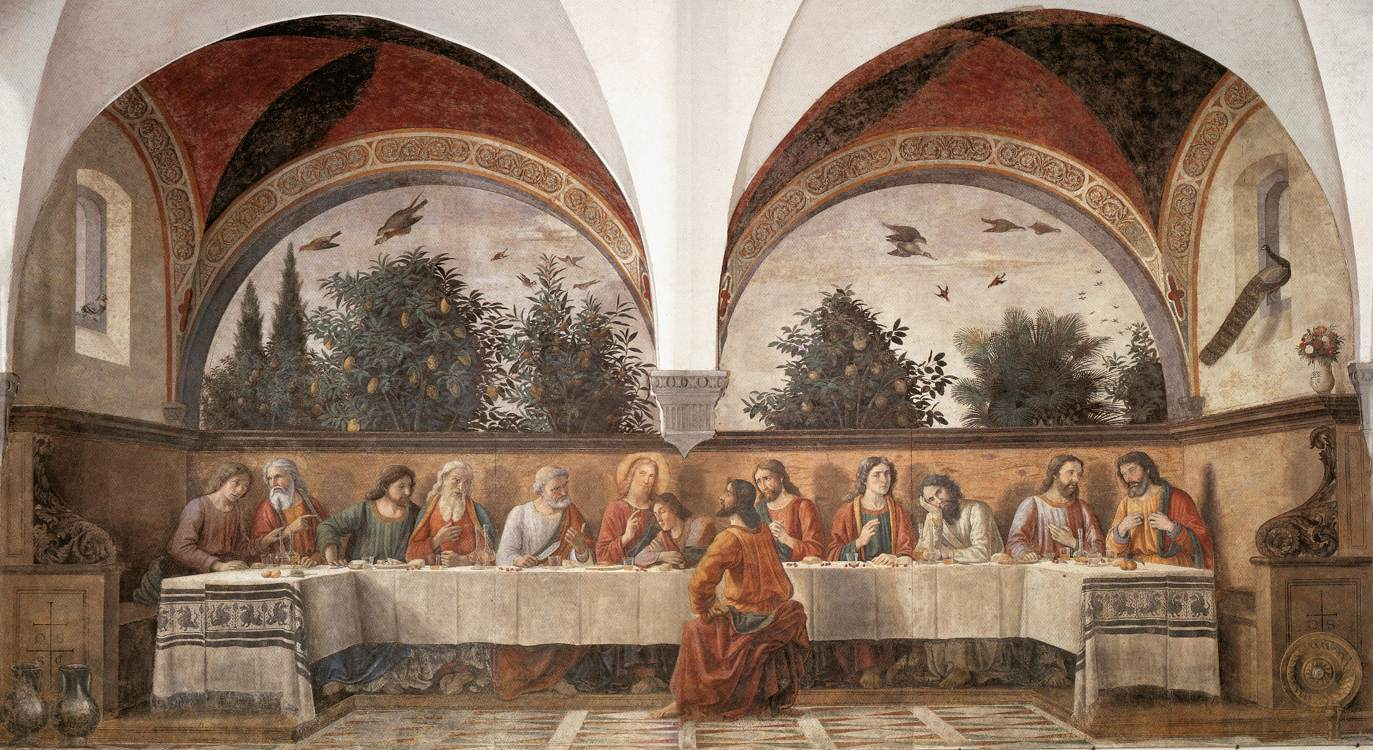
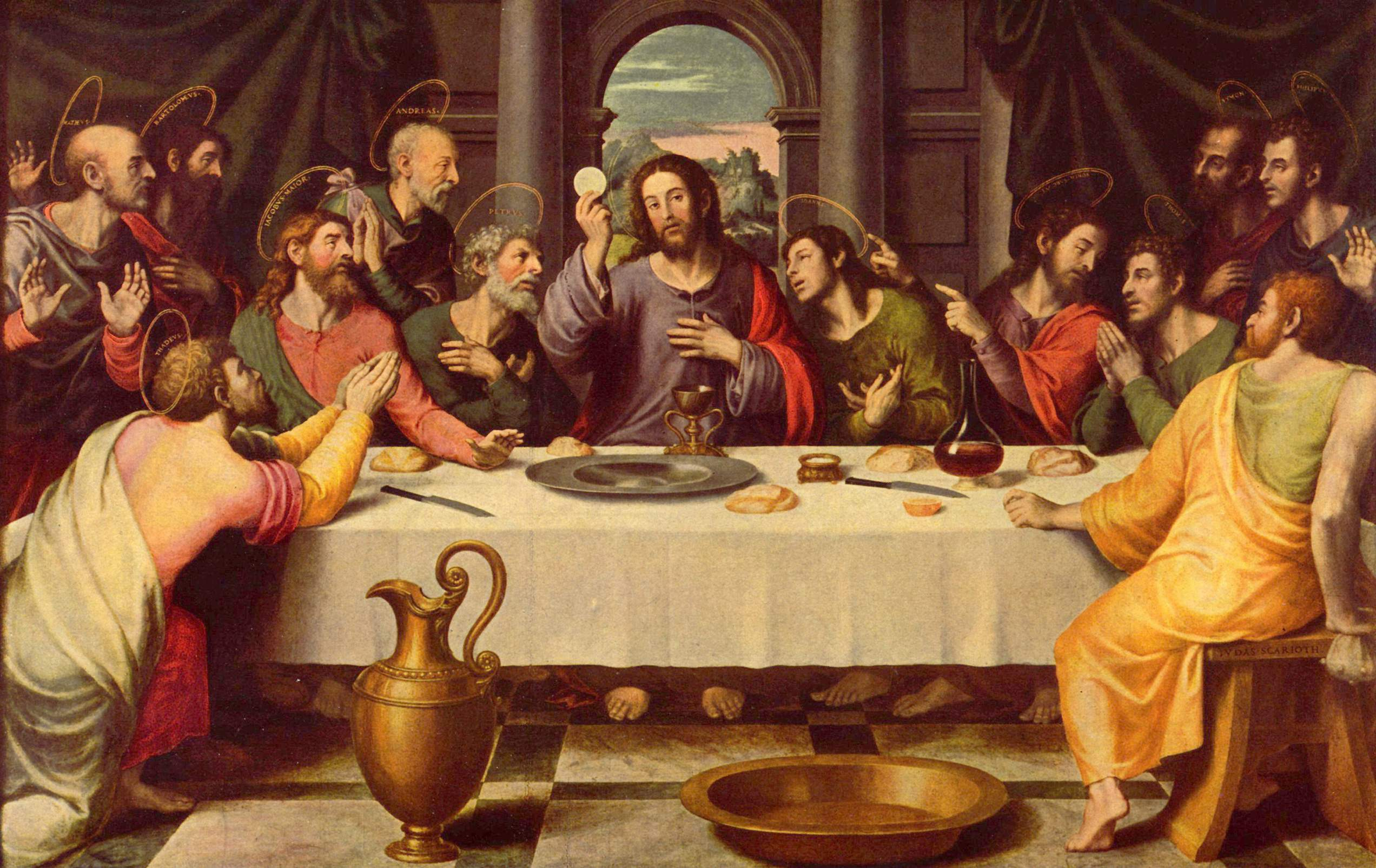
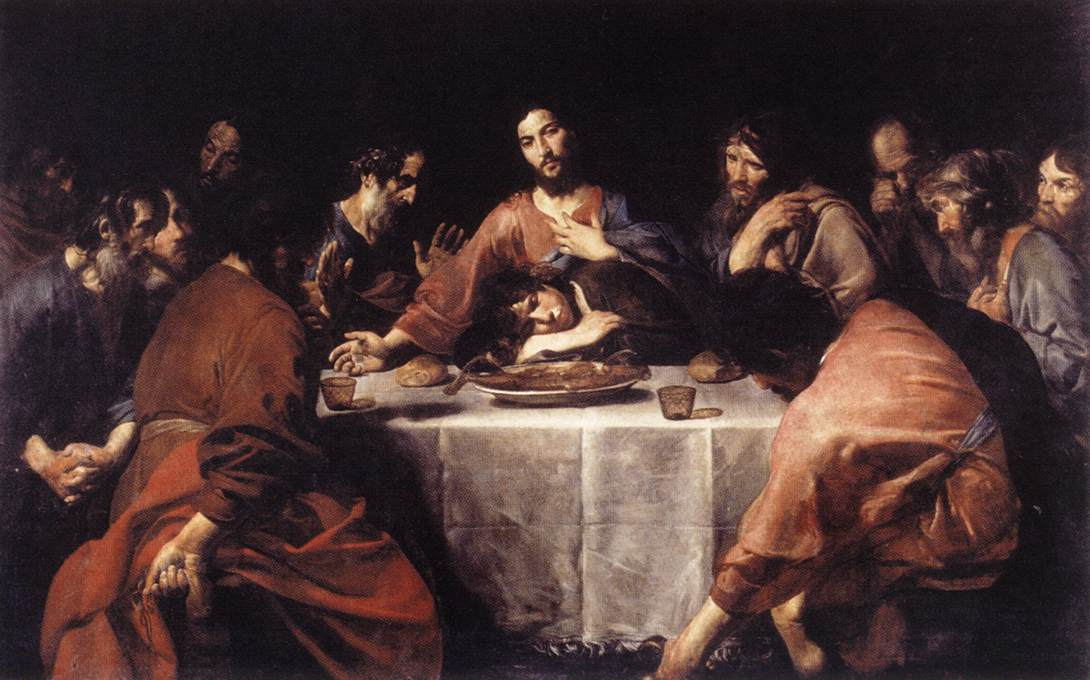

نقاشی دیواری شام آخر لئوناردو داوینچی، در سالن ناهارخوری کلیسای سانتا ماریا دله گرتزیه در میلان، ایتالیا واقع شده است.